# Port Said
Port Said (tiếng Ả Rập: بورسعيد Bur Sa'īd) là một thành phố nằm ở phía đông bắc Ai Cập kéo dài khoảng 30 kilômét (19 mi) dọc theo bờ biển Địa Trung Hải, phía bắc Kênh đào Suez, với dân số xấp xỉ 603.787 người (2010). Thành phố được thành lập vào năm 1859 trong quá trình xây dựng kênh đào Suez.
Thành phố có một diện mạo đặc trưng với nhiều ngôi nhà cổ với ban công lớn ở tất cả các tầng. Thành phố chị em với Port Said là Port Fuad, khu dân cư nằm trên bờ phía đông của kênh Suez. Hai thành phố cùng song song tồn tại, tới mức hầu như không có trung tâm thành phố nào ở Port Fuad. Hai thành phố này được kết nối với nhau bằng dịch vụ phà miễn phí, và cùng nhau tạo thành một vùng đô thị với hơn một triệu cư dân nằm cả ở châu Phi và châu Á. Khu vực đô thị duy nhất khác trên thế giới cũng trải dài trên hai lục địa là Istanbul.
Port Said đóng vai trò là một thành phố toàn cầu kể từ khi thành lập. Thành phố phát triển mạnh mẽ trong suốt thế kỷ 19 và nửa đầu thế kỷ 20 khi nơi đây có nhiều cư dân với đa dạng quốc tịch và tôn giáo. Hầu hết trong số họ đến từ các nước Địa Trung Hải và tôn trọng lẫn nhau.

## Tên gọi
Tên của Port Said xuất hiện lần đầu năm 1855 và được chọn bởi một ủy ban quốc tế bao gồm Anh Quốc, Pháp, Đế quốc Nga, Đế quốc Áo, Tây Ban Nha và Vương quốc Sardegna. Tên của Port Said bao gồm hai phần: Port (cảng biển) và Said (tên của vua Ai Cập thời bấy giờ), người nhượng cho Ferdinand de Lesseps phần đất để đào kênh Suez.

## Lịch sử

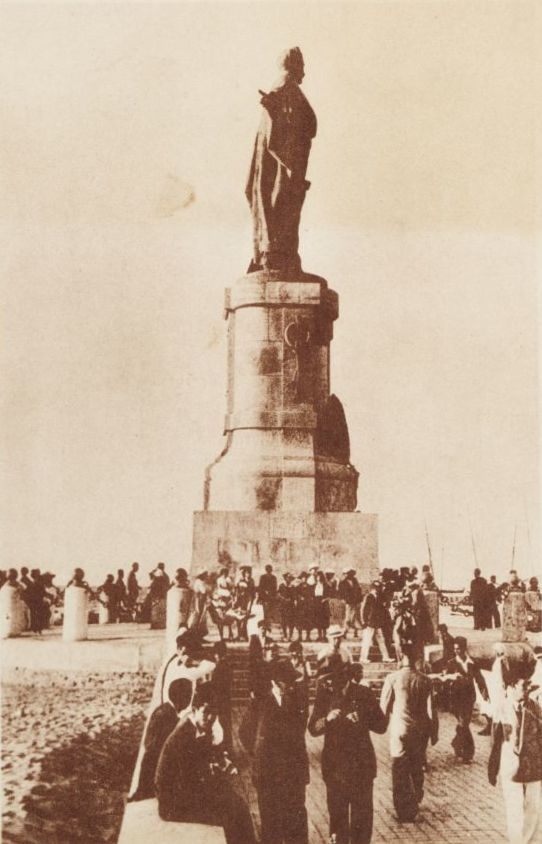
Đài tưởng niệm Ferdinand de Lesseps monument on the tourist jetty

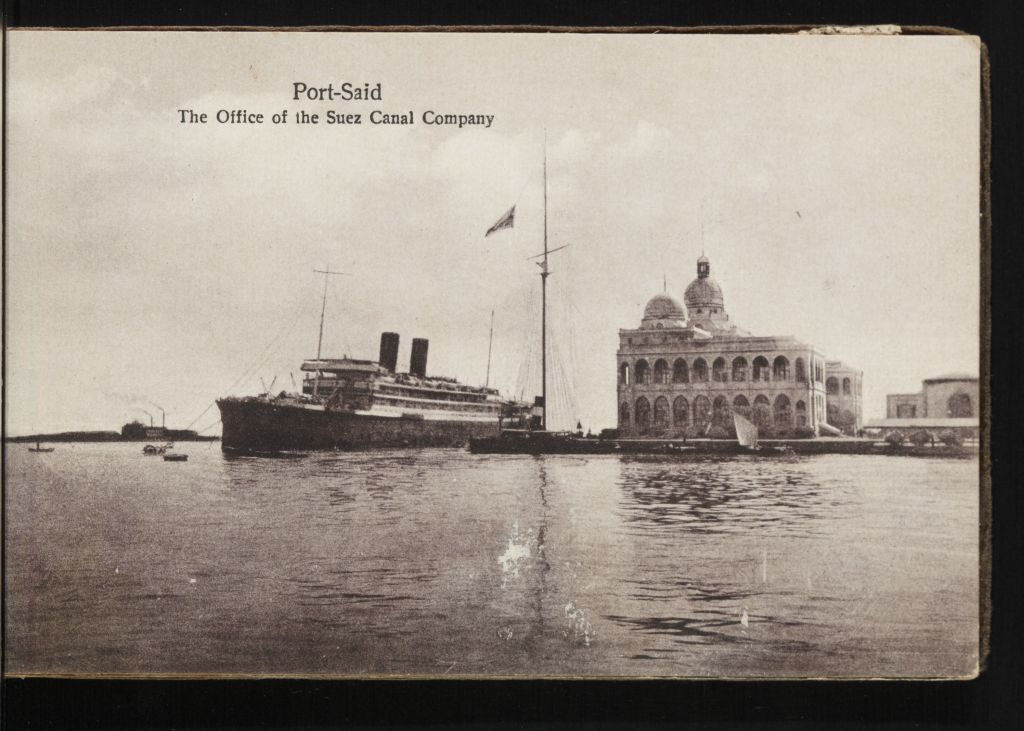
Trụ sở Công ty Kênh đào Suez ở Port Said xây năm 1893

Port Said được vua Sa'id của Ai Cập thành lập vào ngày 25 tháng 4, 1859, khi Ferdinand de Lesseps dùng cuốc chim thực hiện cú cuốc đất tượng trưng, báo hiệu sự khởi đầu của công cuộc xây dựng thành phố. Tuy nhiện ngay lập tức vấn đề đầu tiên phát sinh, đó là việc các còn tàu không thể thả neo gần thành phố. May mắn người ta phát hiện ra một bãi đá có độ cao bằng với bờ biển cách đó vài trăm mét. Tại bãi đá này người ta dựng một cầu cảng bằng gỗ để neo đậu thuyền. Ngay sau đó, người ta xây dựng một cầu cảng bằng gỗ kết nối một hòn đảo nhỏ ngoài khơi với bãi biển. Bãi đá này có thể được coi là trái tim của thành phố đang phát triển, và bốn mươi năm sau trên chính địa điểm mang tính biểu tượng này, người ta đã dựng một tượng đài để tưởng nhớ de Lesseps.
Không có tài nguyên địa phương ở đây. Tất cả mọi thứ Port Said cần đều phải nhập khẩu: gỗ, đá, vật tư, máy móc, thiết bị, nhà ở, thực phẩm và thậm chí là cả nước. Các thùng chứa nước khổng lồ được làm ra để cung cấp nước ngọt cho đến khi Kênh Nước Ngọt (Sweet Water Canal) được hoàn thành. Một trong những vấn đề cấp bách nhất là thiếu đá xây dựng. Các tòa nhà ban đầu thường được nhập khẩu theo đơn đặt hàng và hầu hết là bằng gỗ. Một kỹ thuật mới được phát triển đã được sử dụng để xây dựng các cầu tàu được gọi là bê tông cuội kết hay "Beton Coignet", được đặt theo tên của nhà phát minh ra nó là Francois Coignet. Các khối bê tông nhân tạo được đưa xuống lòng biển để làm nền móng cho các cầu cảng. Ngoài ra còn có thể kể tới việc sử dụng chính loại bê tông trên để xây hải đăng Port Said, một trong những công trình lâu đời nhất vẫn còn tồn tại ở Port Said.
Vào năm 1859, 150 lao động đầu tiên cắm trại trong những căn lều xung quanh một nhà kho bằng gỗ. Một năm sau, số lượng cư dân đã tăng lên đến 2000 người - với nhóm lao động châu Âu định cư trong những ngôi nhà gỗ được chuyển tới từ Bắc Âu. Đến năm 1869, khi kênh đào mở cửa, dân số thường trực đã lên tới 10.000 người. Khu của người châu Âu, tập trung quanh bờ kênh, được ngăn cách với khu Gemalia của người Ả Rập 400 mét (1.300 ft) về phía tây bởi một bãi cát ven biển rộng, nơi một nhánh của hồ Manzala vươn ra biển. Con lạch nhỏ này nhanh chóng bị khô cạn và được thay thế bởi các công trình xây dựng. Theo thời gian đã không còn có sự phân chia giữa các khu vực của người châu Âu và Ả Rập.

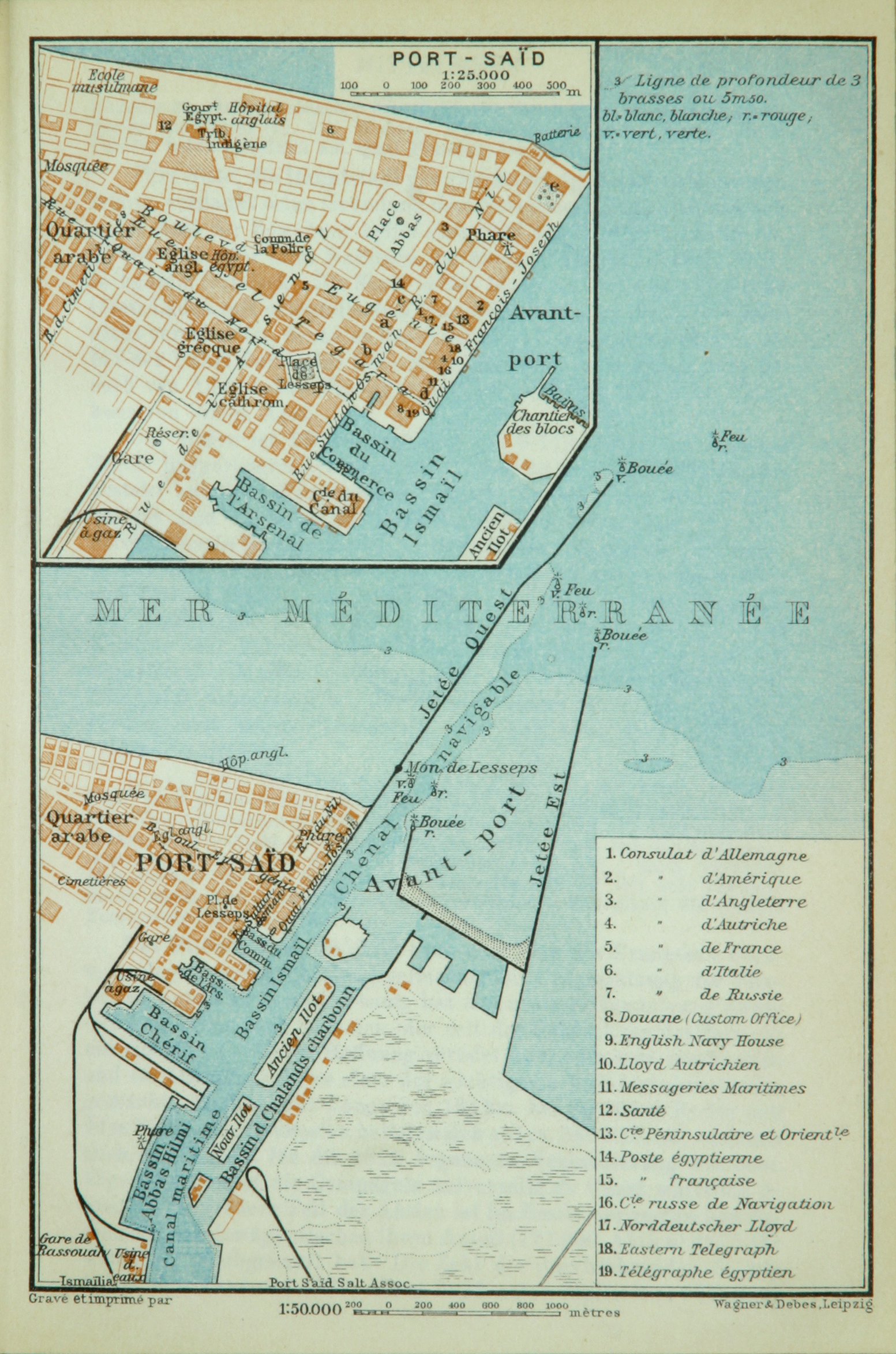
Bản đồ Port Said, khoảng năm 1914

Vào đầu thế kỷ hai mươi, có hai điều đã thay đổi Port Said: vào năm 1902, bông vải từ Mataria, Ai Cập bắt đầu được xuất khẩu thông qua Port Said; và vào năm 1904, một tuyến đường sắt khổ tiêu chuẩn được mở tại Cairo. Kết quả là thành phố thu hút một cộng đồng thương mại lớn và nâng cao vị thế xã hội. Đặc biệt có thể kể tới là một cộng đồng người Hy Lạp khá đông đúc. Năm 1907, thành phố có khoảng 50.000 cư dân, trong đó có 11.000 người châu Âu đến từ mọi quốc gia. Sau Chiến tranh thế giới thứ nhất, các giám đốc của Công ty Kênh đào Suez quyết định thành lập một thành phố mới ở phía châu Á kia của kênh đào, xây dựng 300 ngôi nhà cho người lao động và công chức. Thành phố Port Fouad này được thiết kế theo phong cách Pháp bởi các kiến trúc sư của Trường Mỹ thuật ở Paris. Thành phố mới được thành lập vào tháng 12 năm 1926.
Kể từ khi thành lập, mọi người từ mọi quốc gia và tôn giáo đã chuyển đến sống tại thành phố. Mỗi cộng đồng mang theo những phong tục, ẩm thực, tôn giáo và kiến trúc riêng. Vào cuối thập kỷ 1920, dân số đã lên tới hơn 100.000 người. Ví dụ như vào thập kỷ 1930, có những công trình công cộng mang dáng vẻ sang trọng được thiết kế bởi các kiến trúc sư Ý. Khu phố Ả Rập chìm dần vào trong lòng thành phố ngày một phát triển. Port Said đến thời kỳ này là một cảng quốc tế sầm uất, nhộn nhịp với dân cư đủ mọi thành phần sắc tộc: thương nhân Do Thái, chủ cửa hàng Ai Cập, nhiếp ảnh gia Hy Lạp, kiến trúc sư Ý, chủ khách sạn Thụy Sĩ, quản lý người Malta, kỹ sư người Scotland, chủ ngân hàng Pháp và các nhà ngoại giao từ khắp nơi trên thế giới. Tất cả sống và làm việc cùng với cộng đồng Ai Cập địa phương đông đúc. Cùng với đó là các du khách quốc tế đến và đi từ châu Phi, Ấn Độ và Viễn Đông. Hôn nhân dị chủng giữa người Pháp, người Ý và người Malta là không hề hiếm gặp, dẫn đến sự ra đời của một cộng đồng Latinh và Công giáo địa phương giống như của Alexandria và Cairo. Tiếng Pháp là ngôn ngữ chung của người gốc Âu và những người không phải người Ả Rập, và thường là ngôn ngữ đầu tiên của trẻ em sinh ra từ cha mẹ của các cộng đồng khác nhau. Tiếng Ý cũng được sử dụng rộng rãi và là tiếng mẹ đẻ của một số cộng đồng người Malta, vì tổ tiên của người Malta đã tới Ai Cập trước khi Malta bị Anh hóa vào thập kỷ 1920. Đa ngôn ngữ là một đặc điểm chung của người nước ngoài ở Port Said khi hầu hết mọi người vẫn tiếp tục nói các ngôn ngữ cộng đồng của họ cũng như tiếng Pháp.

Bản đồ Port Said, xuất bản năm 1966

Kể từ khi thành lập Port Said đóng một vai trò quan trọng trong lịch sử Ai Cập. Người Anh tiến vào Ai Cập thông qua thành phố này vào năm 1882 và bắt đầu cuộc xâm lược Ai Cập. Vào năm 1936, một hiệp ước đã được ký kết giữa Vương quốc Anh và Vương quốc Ai Cập mang tên Hiệp ước Anh-Ai Cập 1936. Hiệp ước quy định rằng người Anh cam kết sẽ rút toàn bộ quân đội của họ khỏi Ai Cập, ngoại trừ những lực lượng cần thiết để bảo vệ kênh đào Suez và môi trường xung quanh kênh. Sau Chiến tranh thế giới thứ hai, Ai Cập phá bỏ Hiệp ước 1936 và xung đột với binh lính Anh bảo vệ kênh đào vào năm 1951.
Cuộc Cách mạng Ai Cập 1952 nổ ra. Vào năm 1956, Tổng thống Gamal Abdel Nasser quốc hữu hóa Công ty Kênh đào Suez. Việc quốc hữu hóa làm leo thang căng thẳng với Anh và Pháp, những người thông đồng với Israel để xâm lược Ai Cập. Cuộc xâm lược được người Ai Cập gọi là cuộc xâm lược ba bên hay Khủng hoảng Suez. Các cuộc đụng độ diễn ra chủ yếu tại Port Said, nơi đóng vai trò quan trọng trong Khủng hoảng Suez. Người lính nước ngoài cuối cùng rút khỏi thành phố vào ngày 23 tháng 12 năm 1956. Ngày này được lấy là ngày quốc khánh của Port Said. Cộng đồng người châu Âu nói tiếng Pháp đã bắt đầu di cư về châu Âu, Úc, Nam Phi và các nơi khác từ năm 1946 và hầu hết những người còn lại rời khỏi Ai Cập sau khủng hoảng Suez, song song với cuộc di cư của người châu Âu nói tiếng Pháp khỏi Tunisia.
Sau chiến tranh Ả Rập-Israel 1967, Ai Cập đóng cửa Kênh đào Suez cho tới ngày 5 tháng 6 năm 1975. Các cư dân của Port Said được chính phủ Ai Cập sơ tán để chuẩn bị cho Chiến tranh Yom Kippur (1973).
Thành phố được tái định cư sau chiến tranh và kênh đào được mở lại. Vào năm 1976 Port Said trở thành cảng miễn thuế và thu hút người dân từ khắp Ai Cập. Ngày nay dân số của thành phố là trên 600.000.

## Kinh tế
Port Said là thành phố Ai Cập đứng thứ hai về HDI vào năm 2009 và 2010. Các ngành kinh tế chính là ngư nghiệp và công nghiệp hóa chất, thực phẩm tiện lợi và thuốc lá. Port Said không những là cảng quan trọng để xuất khẩu các mặt hàng của Ai Cập như bông và gạo, mà còn là trạm tiếp nhiên liệu cho tàu bè đi qua Kênh Suez. Thành phố phát triển nhờ vai trò là một cảng miễn thuế, cũng như là một trung tâm nghỉ mát về mùa hè. Hải đăng Port Said là công trình xây bằng bê tông cốt thép đầu tiên trên thế giới.
Chính phủ cung cấp một số ưu đãi cho các nhà đầu tư tại Khu công nghiệp Đông Port Said theo chương trình bao gồm 0% thuế đối với các dụng cụ, máy móc và nguyên liệu thô liên quan đến sản xuất hàng hóa xuất khẩu.

## Địa lý

### Khí hậu
Port Said sở hữu khí hậu sa mạc (BWh) theo phân loại khí hậu Köppen. Tuy vậy nhưng gió thổi từ Địa Trung Hải điều tiết nhiệt độ một cách đáng kể, điển hình của khu vực duyên hải bắc Ai Cập, làm cho mùa hè tại đây nóng và ẩm vừa phải trong khi mùa đông cũng khá mát mẻ và ẩm ướt, thường xuyên có mưa đá, tuy nhiên ít mưa đá hơn ở Alexandria vì Port Said khô hơn. Tháng 1 và tháng 2 là những tháng mát nhất trong khi nóng nhất là tháng 7 và tháng 8.
Nhiệt độ cao kỷ lục là 44 °C (111 °F), được ghi nhận vào ngày 20 tháng 6 năm 1988, trong khi nhiệt độ thấp kỷ lục là 0 °C (32 °F), được ghi nhận ngày 25 tháng 12 năm 1979.
Port Said, Kosseir, Ras El Bar, Baltim, Damietta và Alexandria là những thành phố có nhiệt độ thấp nhất Ai Cập. Ngoài ra, Mersa Matruh và Port Said là những thành phố hoặc khu nghỉ mát có mùa hè mát mẻ nhất, mặc dù không mát hơn đáng kể so với những khu vực ven biển phía bắc khác.
| Dữ liệu khí hậu của Port Said                               | Dữ liệu khí hậu của Port Said | Dữ liệu khí hậu của Port Said | Dữ liệu khí hậu của Port Said | Dữ liệu khí hậu của Port Said | Dữ liệu khí hậu của Port Said | Dữ liệu khí hậu của Port Said | Dữ liệu khí hậu của Port Said | Dữ liệu khí hậu của Port Said | Dữ liệu khí hậu của Port Said | Dữ liệu khí hậu của Port Said | Dữ liệu khí hậu của Port Said | Dữ liệu khí hậu của Port Said | Dữ liệu khí hậu của Port Said |
| Tháng                                                       | 1                             | 2                             | 3                             | 4                             | 5                             | 6                             | 7                             | 8                             | 9                             | 10                            | 11                            | 12                            | Năm                           |
| ----------------------------------------------------------- | ----------------------------- | ----------------------------- | ----------------------------- | ----------------------------- | ----------------------------- | ----------------------------- | ----------------------------- | ----------------------------- | ----------------------------- | ----------------------------- | ----------------------------- | ----------------------------- | ----------------------------- |
| Cao kỉ lục °C (°F)                                          | 29.7 (85.5)                   | 31.9 (89.4)                   | 34.6 (94.3)                   | 41.8 (107.2)                  | 45.0 (113.0)                  | 44.0 (111.2)                  | 36.4 (97.5)                   | 35.1 (95.2)                   | 35.6 (96.1)                   | 34.8 (94.6)                   | 33.9 (93.0)                   | 25.9 (78.6)                   | 45.0 (113.0)                  |
| Trung bình ngày tối đa °C (°F)                              | 17.4 (63.3)                   | 17.9 (64.2)                   | 19.4 (66.9)                   | 22.5 (72.5)                   | 25.1 (77.2)                   | 28.2 (82.8)                   | 30.0 (86.0)                   | 30.3 (86.5)                   | 28.8 (83.8)                   | 26.7 (80.1)                   | 23.0 (73.4)                   | 19.4 (66.9)                   | 24.1 (75.4)                   |
| Trung bình ngày °C (°F)                                     | 14.4 (57.9)                   | 15.1 (59.2)                   | 16.7 (62.1)                   | 19.6 (67.3)                   | 22.4 (72.3)                   | 25.3 (77.5)                   | 27.2 (81.0)                   | 27.3 (81.1)                   | 26.3 (79.3)                   | 24.1 (75.4)                   | 20.4 (68.7)                   | 16.5 (61.7)                   | 21.3 (70.3)                   |
| Tối thiểu trung bình ngày °C (°F)                           | 11.1 (52.0)                   | 11.7 (53.1)                   | 13.4 (56.1)                   | 16.3 (61.3)                   | 18.8 (65.8)                   | 22.1 (71.8)                   | 23.7 (74.7)                   | 24.2 (75.6)                   | 23.3 (73.9)                   | 21.3 (70.3)                   | 17.5 (63.5)                   | 12.8 (55.0)                   | 18.0 (64.4)                   |
| Thấp kỉ lục °C (°F)                                         | 4.2 (39.6)                    | 6.2 (43.2)                    | 5.0 (41.0)                    | 9.1 (48.4)                    | 12.0 (53.6)                   | 17.7 (63.9)                   | 20.2 (68.4)                   | 20.2 (68.4)                   | 19.5 (67.1)                   | 14.4 (57.9)                   | 2.2 (36.0)                    | 0.0 (32.0)                    | 2.2 (36.0)                    |
| Lượng Giáng thủy trung bình mm (inches)                     | 18 (0.7)                      | 12 (0.5)                      | 10 (0.4)                      | 5 (0.2)                       | 4 (0.2)                       | 0 (0)                         | 0 (0)                         | 0 (0)                         | 3 (0.1)                       | 8 (0.3)                       | 7 (0.3)                       | 16 (0.6)                      | 83 (3.3)                      |
| Số ngày giáng thủy trung bình (≥ 1.0 mm)                    | 2.3                           | 1.6                           | 1.3                           | 0.5                           | 0.1                           | 0.0                           | 0.0                           | 0.0                           | 0.0                           | 0.9                           | 1.2                           | 2.0                           | 9.9                           |
| Độ ẩm tương đối trung bình (%)                              | 68                            | 66                            | 65                            | 64                            | 66                            | 67                            | 68                            | 68                            | 68                            | 65                            | 67                            | 69                            | 67                            |
| Số giờ nắng trung bình tháng                                | 213.9                         | 206.2                         | 266.6                         | 294.0                         | 337.9                         | 360.0                         | 378.2                         | 365.8                         | 330.0                         | 310.0                         | 261.0                         | 204.6                         | 3.528,2                       |
| Số giờ nắng trung bình ngày                                 | 6.9                           | 7.3                           | 8.6                           | 9.8                           | 10.9                          | 12.0                          | 12.2                          | 11.8                          | 11.0                          | 10.0                          | 8.7                           | 6.6                           | 9.6                           |
| Nguồn 1: NOAA                                               |                               |                               |                               |                               |                               |                               |                               |                               |                               |                               |                               |                               |                               |
| Nguồn 2: Sách khí tượng Ả Rập, Climate Charts, Voodoo Skies |                               |                               |                               |                               |                               |                               |                               |                               |                               |                               |                               |                               |                               |

## Thành phố thời hiện đại

### Các quận
Port Said ngày nay gồm bảy quận:
- Al-Ganoub
- Al-Zohour
- Al-Dawahy
- Al-Sharq
- Al-Manakh
- Al-Arab
- Gharb

Ngoài ra còn có thành phố Port Fuad chịu sự quản lý của tỉnh Port Said tạo thành Vùng đô thị Port Said.

### Quảng trường
- Quảng trường Mansheya, ở Al-Sharq
- Quảng trường Al-Shohda, ở Al-Sharq
- Quảng trường Al-Mohafza (Quảng trường tỉnh), ở Al-Sharq
- Quảng trường Al-Sayed Metwaly (tên cũ là Al-Estad), ở Al-Manakh
- Quảng trường Volgograd, ở Al-Manakh
- Quảng trường Bizerte, ở Al-Zohour
- Quảng trường Haye Al-Zohour, ở Al-Zohour
- Quảng trường vườn Al-Horeya, ở Port Fouad

### Giải trí
- Vườn Ferial
- Vườn Lịch Sử
- Khu vườn Montaza
- Vườn Al-Amal
- Vườn Al-Farama
- Vườn AL-Horeya
- Vườn Saad Zaghloul
- Tổ hợp Nhà hàng

## Giáo dục

### Đại học
Port Said sở hữu một số cơ sở giáo dục đại học. Đại học Port Said là một trường đại học công lập đi theo hệ thống giáo dục đại học của Ai Cập. Các khoa đáng chú ý nhất của trường là khoa kỹ thuật và khoa khoa học. Ngoài ra, Học viện Khoa học và Công nghệ và Vận tải Hàng hải Ả Rập là một cơ sở giáo dục bán tư thục cung cấp các khóa học cho sinh viên trung học, đang học đại học hoặc sau đại học. Đây được coi là trường đại học danh tiếng nhất ở Ai Cập sau Đại học Mỹ ở Cairo. Học viện Khoa học Quản lý Sadat là một học viện công của Ai Cập chịu sự ủy quyền của Bộ giáo dục đại học.

### Trường học
Port Said có khoảng 349 trường học ở các cấp giáo dục khác nhau như trường của chính phủ, trường thực nghiệm, trường ngôn ngữ tư nhân hay các trường của Pháp từ thời xưa.

## Giao thông

### Cảng
Cảng của Port Said là cảng biển container nhộn nhịp thứ 28 trên thế giới, nhộn nhịp thứ nhì tại thế giới Ả Rập (sau cảng Salalah của Oman), và nhộn nhịp nhất Ai Cập, với 3.470.000 TEU được vận chuyển vào năm 2009. Cảng được chia thành hai phần: Cảng Port Said và Cảng Đông Port Said
Cảng có biên giới, về phía biển, là một đường tưởng tượng từ ranh giới đê chắn sóng phía tây cho đến cuối đê chắn sóng phía đông. Và từ khu vực kênh đào Suez, cảng được bao quanh bởi một đường tưởng tượng kéo dài vắt từ bờ phía nam của kênh nối với hồ Manzala, và khu chăn nuôi gia súc gần đường sắt.

### Sân bay
Port Said có Sân bay Port Said nằm cách trung tâm thành phố 6 km (3,7 mi).
Sân bay được mở cửa trở lại vào tháng 2 năm 2011 sau một thời gian nâng cấp phục vụ các chuyến bay quốc tế. Các chuyến bay theo lịch trình từ sân bay trước đó đã bị ngừng vào năm 1996.

### Xa lộ
Có ba xa lộ chính kết nối Port Said với các thành phố khác ở Ai Cập:
- Đường ven biển quốc tế - xa lộ đông-tây dài 257 kilômét (160 mi) nối Port Said với Alexandria dọc theo Địa Trung Hải.
- Đường Sa mạc - tuyến đường bắc-nam dài 215 kilômét (134 mi) nối Port Said với Cairo.
- Đường ven biển quốc tế - xa lộ đông-tây dài 53 kilômét (33 mi) nối Port Said với Damietta.

### Đường sắt
Nhà ga xe lửa Port Said nằm trên phố Mustafa Kamal được xây dựng vào khoảng năm 1904 khi Cơ quan Đường sắt Ai Cập mở rộng dịch vụ trong khu vực.
Các dịch vụ xe lửa vẫn định kỳ từ Cairo, Alexandria và các thành phố chính khác của Ai Cập tới Port Said. Thời gian di chuyển giữa Cairo và Port Said là khoảng bốn giờ trong khi tuyến Alexandria - Port Said mất khoảng sáu giờ. Dịch vụ chở khách liên thành phố được vận hành bởi công ty Đường sắt Quốc gia Ai Cập. Vé có thể được đặt trước trực tuyến bằng cách sử dụng trang web của Đường sắt Quốc gia Ai Cập.

### Phà

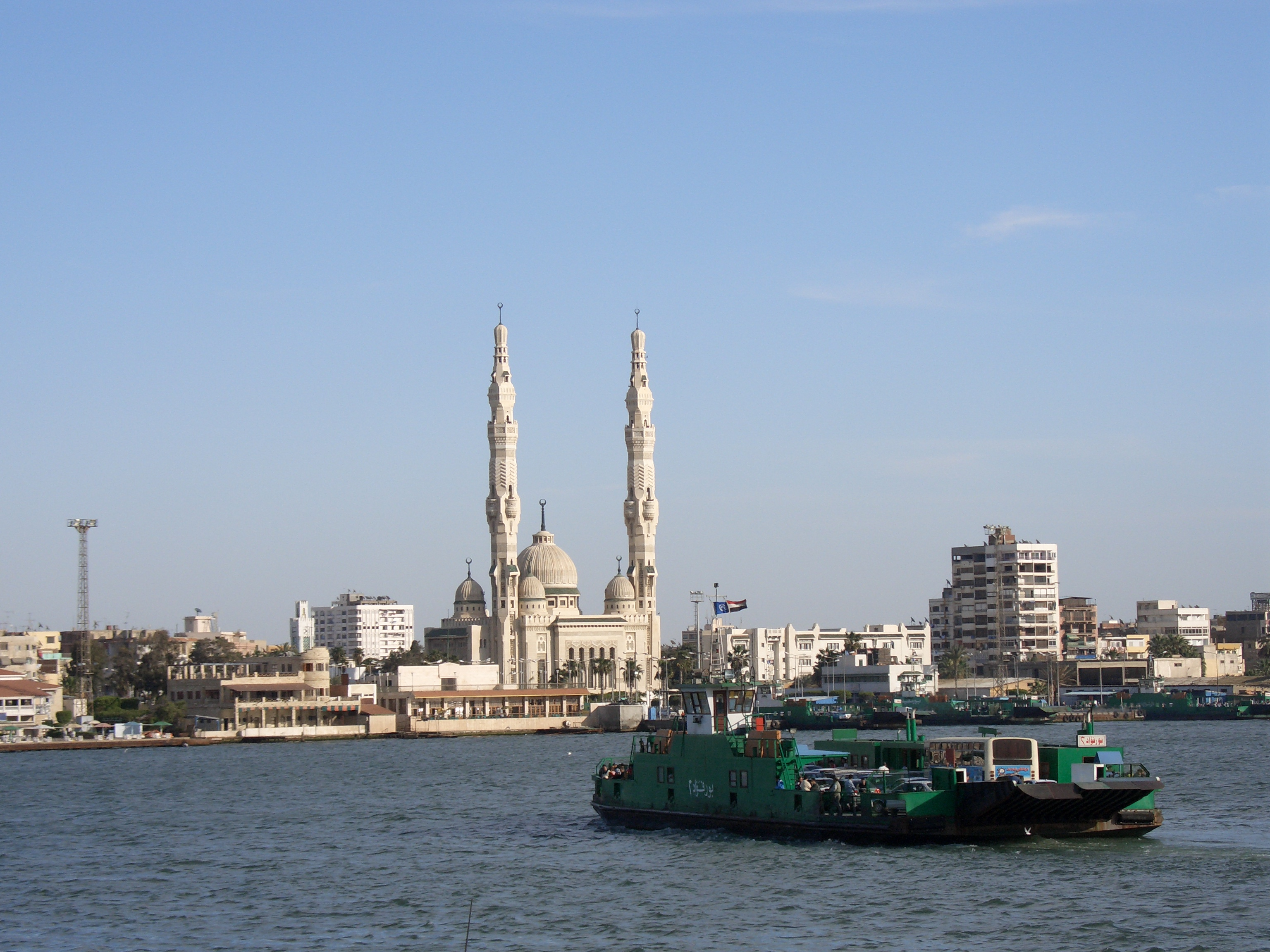
Con phà trên đường tới Port Fouad

Port Said có tuyến phà nối thành phố với thành phố lân cận Port Fouad ở bờ đông của eo biển Suez. Tuyến phà vượt kênh đào này có thể chở người và phương tiện giao thông mà không tính phí. Thời gian di chuyển giữa hai thành phố thông qua kênh bằng cách sử dụng phà là không quá 10 phút.

### Giao thông công cộng
Dịch vụ xe buýt được vận hành bởi Cơ quan Giao thông chở khách công cộng Tỉnh Port Said. Dịch vụ giao thông tư nhân cũng được người dân sử dụng dưới dạng microbus (xe minibus 14 chỗ ngồi). Ngoài ra còn các loại taxi sedan với giá phải chăng. Các loại xe điện bánh hơi cũng từng có mặt tại thành phố.

## Văn hóa

### Thư viện
Thư viện Công cộng Misr ở gần bãi biển Port Said mở cửa vào năm 2004 để phục vụ người dân trong thành phố. Tổng diện tích sàn của thư viện là khoảng 12.500 mét vuông (135.000 foot vuông), xung quanh là một khu vườn và nhà ăn để phục vụ khách ghé thăm. Thư viện được chia thành các hội trường dành cho trẻ em, người lớn, trung tâm đào tạo, một hội trường riêng biệt cho các hội thảo và một hội trường cho các tài liệu nghe nhìn. 
Thư viện tại thời điểm mở cửa có khoảng 14.000 đầu sách và được cung cấp bởi các bách khoa toàn thư và các tài liệu tham khảo hiện đại.

### Nhà hát
Nhà hát Opera Port Said khánh thành ngày 28 tháng 12 năm 2016 và là nơi tổ chức các buổi biểu diễn âm nhạc Ả Rập, nhạc cổ điển, opera và ba lê.

### Bảo tàng
Bảo tàng Quốc gia Port Said nằm trên đường Palestine gần trung tâm thành phố có khoảng 9.000 hiện vật tái hiện lại lịch sử của Port Said và Ai Cập.
Bảo tàng Quân sự Port Said được khánh thành năm 1964. Bảo tàng này nằm trên đường 23 tháng 7. Bảo tàng vẽ lại những gì diễn ra trong cuộc kháng chiến của người Ai Cập ở Port Said sau cuộc xâm lược của các lực lượng nước ngoài trong Khủng hoảng Suez vào năm 1956, và các cuộc chiến vào năm 1967 và 1973. Bảo tàng này cũng có một hội trường kể lại nguồn gốc của thành phố và kênh đào Suez.
Bảo tàng Nghệ thuật Hiện đại Ai Cập là một bảo tàng nghệ thuật hiện đại và đương đại, nằm ở quảng trường Shohada, bên dưới Đài tưởng niệm Liệt sĩ.
Bảo tàng Chính quyền Kênh đào Suez được khánh thành vào tháng 8 năm 2015. Bảo tàng này kể lại các câu chuyện về Kênh đào Suez kể từ khi khởi công.

### Thể thao
Môn thể thao yêu thích không chỉ riêng ở Port Said mà trên khắp đất nước Ai Cập là bóng đá, với đội bóng yêu thích của người dân Port Said là Al-Masry SC.
Sân vận động Al Masry Club (tên cũ là Sân vận động Port Said) là một sân vận động đa năng ở Port Said. Sân này được sử dụng để phục vụ các trận đấu bóng đá, trong đó nổi bật là các trận đấu tại Giải vô địch bóng đá U-17 thế giới 1997, Cúp bóng đá châu Phi 2006, Giải vô địch bóng đá U-20 thế giới 2009. Sân được xây từ năm 1954 và có sức chứa 17.988 người. Bạo loạn Sân vận động Port Said diễn ra ở đây vào năm 2012.
Môn thể thao hấp dẫn thứ hai tại Port Said là bóng ném với đội bóng Port Said từng giành nhiều danh hiệu vô địch quốc gia và châu Phi trong thập niên 1990.
Hội trường Port Said là một nhà thi đấu nằm ở Thành phố Thể thao ở Port Said và là nơi tổ chức các trận đấu bóng ném, bóng rổ và bóng chuyền, trong đó từng tổ chức Giải vô địch bóng ném nam thế giới 1999. Nhà thi đấu có sức chứa 5000 người.
Khúc côn cầu và nhiều môn thể thao khác cũng được tổ chức ở mức độ khiêm tốn hơn.

### Du lịch

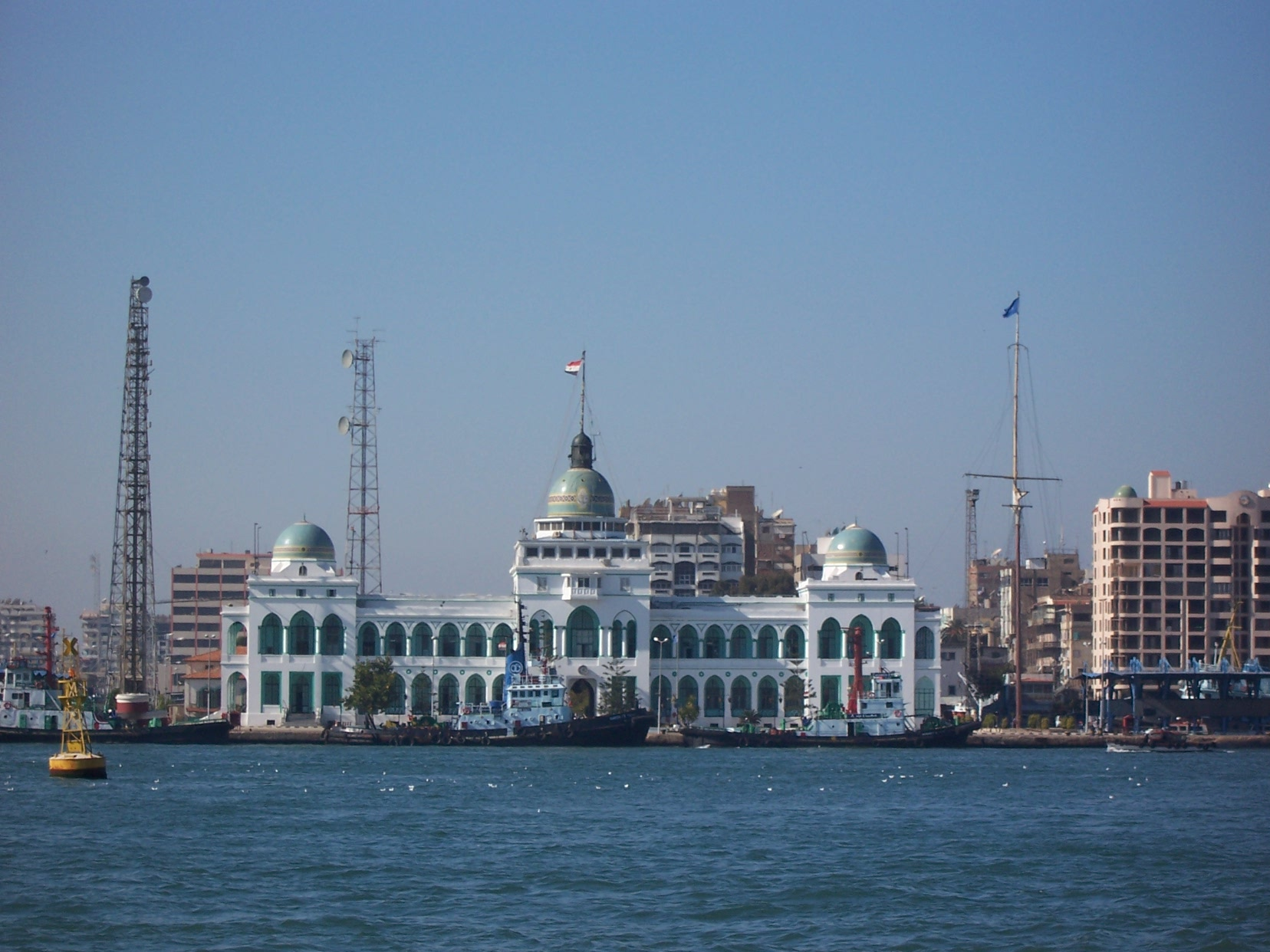
Trụ sở Đơn vị quản lý Kênh đào Suez ở Port Said

Port Said là khu nghỉ mát và điểm thu hút khách du lịch chính của Ai Cập với các bãi biển công cộng và riêng tư, các di sản quốc tế, các viện bảo tàng và cảng miễn thuế, cùng với các di tích như Hải đăng Port Said, Đài tưởng niệm liệt sĩ Port Said với hình dáng tháp tưởng niệm Pharaon cổ đại, và tòa nhà trụ sở Chính quyền Kênh đào Suez ở Port Said. Ngoài ra hòn đảo Tennis nằm trên hồ Manzaleh là một điểm đến thu hút khách du lịch tới thăm thành phố Hồi giáo cổ đại đã bị phá hủy từ thời Thập tự chinh.
Ashtoum el-Gamil là một vườn quốc gia và khu bảo tồn thiên nhiên. Khu bảo tồn này nằm cách Port Said 7 km về phía tây cạnh con đường từ Port Said tới Damietta.

## Nhân vật nổi tiếng
- Abdulrahman Fawzi, cầu thủ bóng đá Ai Cập
- Abdel Rahman Shokry, nhà thơ Ai Cập
- Amr Diab, ca sĩ và nhà soạn nhạc Ai Cập
- El-Sayed El-Dhizui, cầu thủ bóng đá Ai Cập
- Ahmed El Shenawy, cầu thủ bóng đá Ai Cập
- George Isaac, nhà hoạt động xã hội Ai Cập
- Hans Dijkstal, chính khách Hà Lan
- Ibrahim El Batout, đạo diễn Ai Cập
- Kamal Darwish, chủ tịch câu lạc bộ bóng đá Zamalek
- Mohamed Atalla, kỹ sư, người phát minh ra MOSFET, người sáng lập Utimaco Atalla
- Mohamed Shawky, cầu thủ bóng đá Ai Cập
- Mohamed Zidan, cầu thủ bóng đá Ai Cập
- Mosaad Nour, cầu thủ bóng đá Ai Cập

## Thành phố kết nghĩa
- Volgograd, Nga (1962)
- Bizerte, Tunisia (1977)